# Spółgłoska iniektywna dziąsłowa dźwięczna
Spółgłoska iniektywna dziąsłowa dźwięczna – rodzaj dźwięku spółgłoskowego występujący w językach naturalnych. W międzynarodowej transkrypcji fonetycznej IPA oznaczanej symbolem: [ɗ].

## Artykulacja

### Opis
W czasie artykulacji [ɗ]:
- modulowany jest prąd powietrza powstały w wyniku zasysającego ruchu krtani do dołu przy drgających wiązadłach głosowych, czyli artykulacja tej spółgłoski wymaga inicjacji krtaniowej i ingresji,
- tylna część podniebienia miękkiego zamyka dostęp do jamy nosowej, prąd powietrza przepływa przez jamę ustną
- prąd powietrza w jamie ustnej przepływa ponad całym językiem
- przednia część języka lub jego sam koniuszek kontaktuje się tuż za górnymi dziąsłami, tworząc zwarcie. Dochodzi do całkowitego zablokowania dostępu powietrza do jamy ustnej. Następuje rozwarcia, powietrze jest zasysane do wewnątrz w wyniku ssącego ruch krtani, co nadaje głosce charakterystyczny głuchy dźwięk.
- wiązadła głosowe periodycznie drgają, spółgłoska ta jest dźwięczna

### Przykłady
- w języku sindhi: ڏر [ɗarʊ] szczelina
- w języku wietnamskim: đục [ʔɗuʔk͡p̚˥˩] wiercić

### Warianty
Warianty [ɗ] różnią się dokładnym miejscem artykulacji, które przede wszystkim może być zębowe, a nie jak opisane powyżej dziąsłowe. (Porównaj warianty [d]: zębowy i dziąsłowy.)
Również spółgłoska szczytowa [ɖ] ma wariant iniektywny.